# Queen Jane
Queen Jane, bürgerlicher Name Jane Nyambura (* 1964 oder 1965, Gatanga; † 29. Juni 2010 in Nairobi) war eine kenianische Sängerin.
Queen Jane erlangte insbesondere in den 1990er Jahren Berühmtheit durch ihren Song Mwendwa KK. Zu Beginn ihrer Karriere gehörte sie der Formation Mbiri Stars an, verließ diese jedoch 1991, um Queenja Les Les zu gründen.
Am 29. Juni 2010 starb sie 45-jährig im St Mary's Hospital in der kenianischen Hauptstadt Nairobi.

## Diskographie (Singles)
- Mwendwa KK
- Ndutige Kwiyamba
- Guka Nindarega
- Maheni ti Thiiri
- Mwana wa Ndigwa Muici wa Itura
- Muthuri Teenager
- Arume Ni Nyamu
- Arume ni Njegeni
- Nduraga Ngwetereire